# Plemena drůbeže
Plemena drůbeže můžeme stejně jako ostatní plemena hospodářských zvířat dělit podle řady hledisek. Jednak podle původu, geografického rozšíření, stupně prošlechtění, užitkovosti a teritoriálního rozšíření.

## Plemena kachen
- kachna pekingská – má bílou barvu peří, snáší zhruba 180–200 vajec, má horší zmasilost a nízkou jatečnou výtěžnost, kvůli vysoké protučnělosti;
- kachna pižmová – barevné rázy, výrazný pohlavní dimorfismus, má nižší obsah tuku oproti pekingské, vynikající osvalení, jatečná výtěžnost je asi 75 %, snášku má dvoucyklovou po 100 ks vajec.
- indický běžec

## Plemena hus
- česká husa – je středního tělesného rámce 4–5 kg, snáší 18 ks vajec, byla uznaná jako státní genová rezerva;
- italská (románská) husa – středně velký typ, má horší kvalitu peří a vykazuje horší výkrmnost, má vysokou snášku;
- rýnská husa – středně velká, bílé peří je dobré kvality, snáší asi 55–60 ks vajec, univerzální typ pro šlechtění v ČR;
- ladenská husa – pod zobákem nemá typický lalok, v mezinoží výrazný podbřišek, peří je šedohnědé, je vhodná pro produkci jater, snáška 40 ks.

## Plemena krůt
- bronzová krůta standardní – krocan 8–12 kg, krůta 5–7 kg, běžně chovaná v drobnochovech, 14 ks vajec, 20–30 při odebírání;
- bronzová krůta širokoprsá – 18–25 kg u krocana, 8–10 u krůty, kvůli velkému rozdílu hmotnosti je rozmnožování možné pouze pomocí inseminace, nepoužívá se ve šlechtění kvůli tmavému peří;
- bílá krůta virginská – mutace bronzové standardní;
- bílá krůta širokoprsá – velký typ: 25–35 kg krocan, krůta 10–14 kg, výrazný podíl prsní svaloviny až 40 % zaujímá z celé porážkové hmotnosti, je základem pro tvorbu všech hybridů. Střední typ: krocan 18–25 kg, krůta 9–10 kg. Malý typ: krocan 12 kg a krůta 5–7 kg, snáška se pohybuje okolo 80–100 ks.